# Germano Prendaglio
Germano Prendaglio (Villafranca di Verona, 15 agosto 1735 – Verona, 21 maggio 1809) è stato un pittore e miniatore italiano.

## Biografia
Noto come Germano da Castel Goffredo, frequentò a Verona la scuola del pittore Giambettino Cignaroli affinché apprendesse l'arte del dipingere. Alla morte del maestro nel 1770, ritornò al paese natale, continuando gli studi come autodidatta, specializzandosi sia nell'affresco che nella pittura ad olio.
Si trasferì a Castel Goffredo, al tempo nel Bresciano, ove si trattenne per alcuni anni. Qui apprese da un frate cappuccino l'arte della miniatura su pergamena, ispirandosi al famoso miniatore veronese Girolamo dai Libri.
Ritornato a Verona, continuò nell'arte di miniatore e fu aggregato all'Accademia di pittura fino al 1802.
Morì a Verona nel 1809. Villafranca, sua città natale, ha dedicato al pittore una via.

## Opere
- Ultima Cena, pala d'altare, olio su tela, Chiesa di San Bernardino, Acquafredda[1][2][6]
- Angeli e Passione del Salvatore, affreschi, Chiesa del Cristo al Castello, Villafranca di Verona[7]
- Divin Redentore, affresco, Chiesa di San Pietro Apostolo, Valeggio sul Mincio[3]